# Zhang Yimeng
Zhang Yimeng (chinesisch 张益萌; * 22. Oktober 1983 in Meigu) ist eine ehemalige chinesische Hockeyspielerin, die 2008 Olympiazweite war.

## Karriere
Zhang Yimeng spielte von 2003 bis 2013 in der chinesischen Nationalmannschaft.
Bei den Olympischen Spielen 2004 in Athen war Zhang Yimeng Ersatztorhüterin hinter Nie Yali und wurde nur im Vorrundenspiel gegen die Spanierinnen eingewechselt. Die chinesische Mannschaft belegte im Turnier den vierten Platz. Im Herbst 2006 bei der Weltmeisterschaft in Madrid erreichten die Chinesinnen nun mit Zhang Yimeng als Stammtorhüterin nur den fünften Platz in ihrer Vorrundengruppe und belegten im Gesamtklassement den zehnten Rang. Bei den Asienspielen in Doha gewannen die Chinesinnen vor den Japanerinnen.
2008 war Peking Austragungsort der Olympischen Spiele. In ihrer Vorrundengruppe konnten sich die Chinesinnen nur dank des besseren Torverhältnisses den zweiten Platz vor den Australierinnen sichern. Die Chinesinnen gewannen im Halbfinale mit 3:2 gegen die deutsche Mannschaft. Im Finale unterlagen sie den Niederländerinnen mit 0:2.
Im November 2010 fanden in Guangzhou die Asienspiele 2010 statt. Vor heimischem Publikum gewannen die Chinesinnen den Titel gegen die Südkoreanerinnen. 2012 nahm Zhang Yimeng zum dritten Mal an Olympischen Spielen teil. Beim olympischen Turnier in London erreichten die Chinesinnen in der Vorrunde nur den dritten Gruppenplatz und belegten letztlich in der Gesamtwertung den sechsten Platz.